# Morti nel 1939
| Questa pagina contiene informazioni ricavate automaticamente dalle voci biografiche con l'ausilio del template Bio e di un bot. L'aggiornamento è periodico e automatico e ricostruisce completamente la pagina. Se manca una persona in questa lista, sei pregato di non aggiungerla, ma accertati piuttosto che la sua voce biografica contenga il template Bio e che i dati anagrafici siano correttamente compilati. Se il template Bio manca, inseriscilo tu stesso o, in alternativa, metti l'avviso {{tmp\|Bio}} che ne segnala la mancanza. Se i dati riportati sono sbagliati, correggi direttamente la voce biografica; le modifiche saranno visibili in questa lista entro pochi giorni. Per chiarimenti vedi il progetto biografie. La lista contiene solo le 726 persone che sono citate nell'enciclopedia e per le quali è stato implementato correttamente il template Bio. Pagina aggiornata al 26 lug 2025. |

## Gennaio(74)
- 1º gennaio - Sidney Herbert Ray, antropologo e linguista britannico (n. 1858)
- 2 gennaio - Roman Dmowski, politico polacco (n. 1864)
- 3 gennaio - Mario Granbassi, militare e giornalista italiano (n. 1907)
- 3 gennaio - František Jehlička, politico, saggista e presbitero slovacco (n. 1879)
- 3 gennaio - Lino Zambrini, militare italiano (n. 1911)
- 4 gennaio - Giovanni Chiasserini, militare e aviatore italiano (n. 1909)
- 4 gennaio - Pilo Predella, matematico italiano (n. 1863)
- 5 gennaio - Salvatore Barzilai, avvocato, criminologo e politico italiano (n. 1860)
- 5 gennaio - Franco Gazzera, diplomatico italiano (n. 1912)
- 5 gennaio - Charles Scudder, golfista statunitense (n. 1864)
- 5 gennaio - Lisandro de la Torre, politico e avvocato argentino (n. 1868)
- 6 gennaio - Melchiorre Iannelli, militare italiano (n. 1912)
- 6 gennaio - Gustavs Zemgals, politico lettone (n. 1871)
- 7 gennaio - Luigi Recalcati, calciatore italiano (n. 1908)
- 8 gennaio - Frank Stoker, tennista e rugbista a 15 irlandese (n. 1867)
- 8 gennaio - Alípio de Miranda-Ribeiro, zoologo brasiliano (n. 1874)
- 9 gennaio - Julius Bittner, compositore e giurista austriaco (n. 1874)
- 9 gennaio - Carlo Bresciano, militare italiano (n. 1888)
- 9 gennaio - Charles Corkran, generale inglese (n. 1872)
- 9 gennaio - Nienke van Hichtum, scrittrice e traduttrice olandese (n. 1860)
- 9 gennaio - Giovanni Marchi, politico, giornalista e diplomatico italiano (n. 1889)
- 9 gennaio - Johann Strauss III, compositore e direttore d'orchestra austriaco (n. 1866)
- 10 gennaio - Paolo Arri, pittore italiano (n. 1868)
- 10 gennaio - Robert Farnan, canottiere statunitense (n. 1877)
- 11 gennaio - Benjamin Preston Clark, entomologo statunitense (n. 1860)
- 11 gennaio - Eduard Engel, calciatore austriaco (n. 1884)
- 11 gennaio - Eugen Ingebretsen, ginnasta norvegese (n. 1884)
- 11 gennaio - Giovanni Niutta, nobile italiano (n. 1879)
- 12 gennaio - Hariclea Darclée, soprano rumeno (n. 1860)
- 12 gennaio - Vincenzo Forte, militare italiano (n. 1886)
- 12 gennaio - Hugo Jahnke, ginnasta svedese (n. 1886)
- 12 gennaio - Julius Menadier, numismatico tedesco (n. 1854)
- 12 gennaio - Miloš Weingart, slavista e pedagogo ceco (n. 1890)
- 13 gennaio - Arthur Barker, criminale statunitense (n. 1899)
- 13 gennaio - Antonio Bozzano, scultore italiano (n. 1858)
- 13 gennaio - Jacob Ruppert, dirigente sportivo e politico statunitense (n. 1867)
- 14 gennaio - Vincenzo Sinibaldi, militare italiano (n. 1914)
- 14 gennaio - Paul Séjourné, ingegnere francese (n. 1851)
- 14 gennaio - Valdemaro di Danimarca, principe danese (n. 1858)
- 15 gennaio - Carlo Fabrizio Parona, geologo e paleontologo italiano (n. 1855)
- 16 gennaio - Lazzaro Liberatori, militare italiano (n. 1903)
- 16 gennaio - Guido Matthey, militare italiano (n. 1913)
- 16 gennaio - William O'Connor, schermidore statunitense (n. 1864)
- 16 gennaio - Léon Sazie, romanziere, giornalista e drammaturgo francese (n. 1862)
- 17 gennaio - Mario Roselli Cecconi, militare italiano (n. 1881)
- 18 gennaio - Mario Alberti, economista e banchiere italiano (n. 1884)
- 18 gennaio - Remigio Cuminetti, religioso italiano
- 18 gennaio - Henri Konow, ammiraglio e politico danese (n. 1862)
- 18 gennaio - Ivan Mozžuchin, attore e regista russo (n. 1889)
- 19 gennaio - Mario Gruppioni, lottatore italiano (n. 1901)
- 19 gennaio - Mary Louise McLaughlin, ceramista statunitense (n. 1847)
- 19 gennaio - Stelio Teselli, militare italiano (n. 1914)
- 20 gennaio - Lilli Beck, attrice cinematografica e attrice teatrale danese (n. 1885)
- 20 gennaio - Letterio Cannistraci, militare e aviatore italiano (n. 1900)
- 20 gennaio - Ernesta Galletti Stoppa, pedagogista e educatrice italiana (n. 1850)
- 20 gennaio - Tom Ricketts, attore, regista e sceneggiatore britannico (n. 1853)
- 20 gennaio - Jacob Weiseborn, ufficiale tedesco (n. 1892)
- 21 gennaio - Luigi Tonelli, critico letterario, critico teatrale e scrittore italiano (n. 1890)
- 23 gennaio - Matthias Sindelar, calciatore austriaco (n. 1903)
- 24 gennaio - Maximilian Bircher-Benner, medico svizzero (n. 1867)
- 24 gennaio - Magnus von Eberhardt, generale tedesco (n. 1855)
- 24 gennaio - Alexander Kanoldt, pittore tedesco (n. 1881)
- 24 gennaio - Julius von Kennel, zoologo e entomologo tedesco (n. 1854)
- 25 gennaio - David Gould, allenatore di calcio e calciatore scozzese (n. 1873)
- 25 gennaio - Aleksandr Sergeevič Lukomskij, generale russo (n. 1868)
- 25 gennaio - Nazarena Majone, religiosa italiana (n. 1869)
- 25 gennaio - Marino Masi, militare e aviatore italiano (n. 1911)
- 25 gennaio - Helen Ware, attrice statunitense (n. 1877)
- 26 gennaio - Matilde Montoya, medico messicano (n. 1859)
- 27 gennaio - Rodolfo Crespi, imprenditore italiano (n. 1874)
- 27 gennaio - Anna von Palen, attrice tedesca (n. 1875)
- 27 gennaio - Giovanni Battista Raimondo, generale italiano (n. 1863)
- 28 gennaio - William Butler Yeats, poeta, drammaturgo e scrittore irlandese (n. 1865)
- 29 gennaio - Antonín Klír, ingegnere e compositore di scacchi ceco (n. 1864)

## Febbraio(71)
- 1º febbraio - Pietro Maldotti, religioso e missionario italiano (n. 1862)
- 1º febbraio - Lawrence Marston, attore, regista e commediografo statunitense (n. 1857)
- 1º febbraio - Angelo Zamboni, pittore italiano (n. 1895)
- 2 febbraio - Vladimir Grigor'evič Šuchov, architetto e ingegnere russo (n. 1853)
- 3 febbraio - Reto Capadrutt, bobbista svizzero (n. 1912)
- 3 febbraio - Lorenzo Lorenzetti, militare italiano (n. 1893)
- 3 febbraio - Edward Powys Mathers, enigmista e traduttore britannico (n. 1892)
- 3 febbraio - Angelo Salmoiraghi, imprenditore, ottico e ingegnere italiano (n. 1848)
- 4 febbraio - Edward Sapir, linguista, etnologo e antropologo statunitense (n. 1884)
- 4 febbraio - Giovanni Sorba, militare italiano (n. 1911)
- 5 febbraio - Teresa Mañé Miravet, anarchica e pubblicista spagnola (n. 1865)
- 5 febbraio - Cecil Wingfield-Stratford, calciatore inglese (n. 1853)
- 6 febbraio - Georges Gardet, scultore francese (n. 1863)
- 6 febbraio - Leopoldo Granata, biologo italiano (n. 1885)
- 6 febbraio - Sayaji Rao Gaekwad III, principe indiano (n. 1863)
- 7 febbraio - Antonio Callea, militare italiano (n. 1894)
- 7 febbraio - Boris Dmitrievič Grigor'ev, pittore, poeta e grafico russo (n. 1886)
- 7 febbraio - Alfredo Müller, pittore italiano (n. 1869)
- 7 febbraio - Anselmo Polanco Fontecha, vescovo cattolico spagnolo (n. 1881)
- 7 febbraio - Mario Ricci, militare italiano (n. 1914)
- 7 febbraio - Carl Joseph Schröter, botanico svizzero (n. 1855)
- 10 febbraio - Torkom I Koushagian, arcivescovo cristiano orientale armeno (n. 1874)
- 10 febbraio - Papa Pio XI, papa, vescovo cattolico e cardinale italiano (n. 1857)
- 11 febbraio - Rudolf Koechlin, mineralogista austriaco (n. 1862)
- 11 febbraio - Franz Schmidt, musicista austriaco (n. 1874)
- 11 febbraio - Elena Šoltésová, scrittrice slovacca (n. 1855)
- 12 febbraio - Mariano Cittadini, politico italiano (n. 1873)
- 12 febbraio - George Harrison, calciatore inglese (n. 1892)
- 12 febbraio - Angelo Rossini, pittore e incisore italiano (n. 1871)
- 13 febbraio - Francois Maurice Allotte de la Füye, militare, archeologo e numismatico francese (n. 1844)
- 13 febbraio - Alexander Hamilton-Gordon, generale britannico (n. 1859)
- 13 febbraio - Søren Sørensen, chimico danese (n. 1868)
- 13 febbraio - Caius Welcker, calciatore olandese (n. 1885)
- 15 febbraio - Luigi Credaro, politico, storico della filosofia e pedagogista italiano (n. 1860)
- 15 febbraio - Henri Jaspar, politico belga (n. 1870)
- 15 febbraio - Arturo Malignani, imprenditore e inventore italiano (n. 1865)
- 15 febbraio - Kuz'ma Petrov-Vodkin, pittore russo (n. 1878)
- 16 febbraio - Josef Moroder-Lusenberg, pittore e scultore austro-ungarico (n. 1846)
- 16 febbraio - Martin Schiele, politico tedesco (n. 1870)
- 16 febbraio - Jura Soyfer, poeta e drammaturgo austriaco (n. 1912)
- 16 febbraio - Ferdinand Vach, musicista ceco (n. 1860)
- 17 febbraio - Fred Gamble, attore statunitense (n. 1868)
- 17 febbraio - Willy Hess, violinista e insegnante tedesco (n. 1859)
- 18 febbraio - Kanoko Okamoto, scrittrice e poetessa giapponese (n. 1889)
- 18 febbraio - Alice Simpson Pickering, tennista britannica (n. 1860)
- 19 febbraio - John F. Keeble, compositore di scacchi inglese (n. 1855)
- 20 febbraio - Alfredo Anghileri, militare e aviatore italiano (n. 1909)
- 20 febbraio - Giampaolo Dionisi Piomarta, collezionista d'arte italiano (n. 1886)
- 20 febbraio - Antonio Miotto, militare e aviatore italiano (n. 1911)
- 20 febbraio - Pakubuwono X, sovrano indonesiano (n. 1866)
- 20 febbraio - Marie Tannæs, pittrice norvegese (n. 1854)
- 21 febbraio - Edlef Köppen, militare, scrittore e editore tedesco (n. 1893)
- 22 febbraio - Aleksandr Il'ič Egorov, generale sovietico (n. 1883)
- 22 febbraio - Antonio Machado, poeta e scrittore spagnolo (n. 1875)
- 22 febbraio - Marc Perrodon, schermidore francese (n. 1878)
- 23 febbraio - Eugène-Jacques Grellier, arcivescovo cattolico francese (n. 1850)
- 23 febbraio - Nikolaj Michajlovič Knipovič, ittiologo e oceanografo sovietico (n. 1862)
- 23 febbraio - Aleksandr Vasil'evič Kosarev, politico sovietico (n. 1903)
- 23 febbraio - Eugenio Niccolini, imprenditore e politico italiano (n. 1853)
- 25 febbraio - Alberto Magri, pittore e incisore italiano (n. 1880)
- 25 febbraio - Marmaduke Wetherell, attore, sceneggiatore e regista britannico (n. 1884)
- 26 febbraio - Arthur Philemon Coleman, geologo canadese (n. 1852)
- 26 febbraio - Vlas Jakovlevič Čubar', politico sovietico (n. 1891)
- 26 febbraio - Terence Keyes, ufficiale e diplomatico inglese (n. 1877)
- 26 febbraio - Stanislav Kosior, politico sovietico (n. 1889)
- 26 febbraio - Lewon Mirzoyan, politico sovietico (n. 1897)
- 26 febbraio - Pavel Petrovič Postyšev, politico sovietico (n. 1887)
- 27 febbraio - Nadežda Konstantinovna Krupskaja, rivoluzionaria, pedagogista e politica russa (n. 1869)
- 28 febbraio - Edward Colebrooke, I barone Colebrooke, politico inglese (n. 1861)
- 28 febbraio - Michael Zeno Diemer, pittore tedesco (n. 1867)
- 28 febbraio - Paul von Rohden, insegnante tedesco (n. 1862)

## Marzo(58)
- 2 marzo - Howard Carter, archeologo e egittologo britannico (n. 1874)
- 2 marzo - Oscar Vladislas de Lubicz-Milosz, poeta, diplomatico e esoterista lituano (n. 1877)
- 3 marzo - Auguste-Maurice Clément, vescovo cattolico francese (n. 1865)
- 3 marzo - Nicola V di Alessandria, vescovo ortodosso greco (n. 1876)
- 3 marzo - Edmund Beecher Wilson, genetista e zoologo statunitense (n. 1856)
- 4 marzo - Rudol'f Lazarevič Samojlovič, esploratore e geografo sovietico (n. 1881)
- 4 marzo - Henry Wulschleger, sceneggiatore e regista francese (n. 1894)
- 5 marzo - Amando Bahlmann, vescovo cattolico tedesco (n. 1862)
- 5 marzo - Moses Gaster, linguista e rabbino rumeno (n. 1856)
- 5 marzo - John Garibaldi Sargent, politico e statistico statunitense (n. 1860)
- 6 marzo - Serafino Belfanti, medico e politico italiano (n. 1860)
- 6 marzo - Prosper Bruggeman, canottiere belga (n. 1870)
- 6 marzo - Miron Cristea, arcivescovo ortodosso e politico rumeno (n. 1868)
- 6 marzo - Stanislao Gastaldon, compositore italiano (n. 1861)
- 6 marzo - Ferdinand von Lindemann, matematico tedesco (n. 1852)
- 7 marzo - Matvej Davydovič Berman, politico sovietico (n. 1898)
- 7 marzo - Ludwig Fulda, drammaturgo e scrittore tedesco (n. 1862)
- 7 marzo - Havis de Giorgio, militare italiano (n. 1914)
- 7 marzo - Hermann Remmele, politico tedesco (n. 1880)
- 8 marzo - Ambrogio Colombo, ingegnere e aviatore italiano (n. 1900)
- 8 marzo - Salvatore Ghinelli, cuoco italiano (n. 1873)
- 10 marzo - Hans Grässel, architetto tedesco (n. 1860)
- 10 marzo - Tranquillo Zerbi, ingegnere italiano (n. 1891)
- 13 marzo - Lucien Lévy-Bruhl, filosofo, sociologo e antropologo francese (n. 1857)
- 13 marzo - Giacomo Ponzio, generale italiano (n. 1865)
- 13 marzo - Otto Rahn, storico tedesco (n. 1904)
- 13 marzo - James Usilton, allenatore di pallacanestro statunitense (n. 1885)
- 14 marzo - Agostino Borgato, attore e regista italiano (n. 1871)
- 14 marzo - Federico Tabassi, politico italiano (n. 1855)
- 15 marzo - Johannes Bloemen, nuotatore olandese (n. 1864)
- 15 marzo - Julián Ruete, calciatore, arbitro di calcio e allenatore di calcio spagnolo (n. 1887)
- 15 marzo - Eric E. Westbury, compositore di scacchi britannico (n. 1881)
- 17 marzo - Federico Cammeo, giurista italiano (n. 1872)
- 17 marzo - Igino Righetti, attivista e docente italiano (n. 1904)
- 17 marzo - Fritz Ullmann, chimico tedesco (n. 1875)
- 18 marzo - Henry Lunn, religioso e filantropo inglese (n. 1859)
- 19 marzo - Charles-François-Prosper Guérin, pittore francese (n. 1875)
- 21 marzo - Evald Aav, compositore estone (n. 1900)
- 21 marzo - Konrad Rieger, psichiatra tedesco (n. 1855)
- 22 marzo - Alice Zimmern, scrittrice, traduttrice e educatrice britannica (n. 1855)
- 23 marzo - William Glyn, tennista britannico (n. 1859)
- 24 marzo - Gwyn Nicholls, rugbista a 15 britannico (n. 1874)
- 24 marzo - Aldo Zucchi, militare italiano (n. 1907)
- 25 marzo - Jack Abeillé, illustratore e incisore francese (n. 1873)
- 25 marzo - Gerhard Wagner, medico tedesco (n. 1888)
- 27 marzo - Gus Leonard, attore statunitense (n. 1859)
- 27 marzo - Ferdinand von Quast, generale tedesco (n. 1850)
- 28 marzo - Agostino Berenini, politico italiano (n. 1858)
- 28 marzo - Fausto dos Santos, calciatore brasiliano (n. 1905)
- 28 marzo - Mario Lertora, ginnasta italiano (n. 1897)
- 28 marzo - Ettore Pais, storico italiano (n. 1856)
- 29 marzo - Teresio Borsalino, imprenditore e politico italiano (n. 1867)
- 29 marzo - Mary Joseph Dempsey, religiosa e infermiera statunitense (n. 1856)
- 29 marzo - Ned Haig, rugbista a 15 scozzese (n. 1858)
- 29 marzo - Gerardo Machado, politico e generale cubano (n. 1871)
- 30 marzo - Cesare Bazzani, architetto e ingegnere italiano (n. 1873)
- 30 marzo - Jean de Francqueville, pittore francese (n. 1860)
- 31 marzo - Johan Petter Åhlén, giocatore di curling svedese (n. 1879)

## Aprile(67)
- 1º aprile - Anton Semenovyč Makarenko, pedagogista e educatore sovietico (n. 1888)
- 1º aprile - Donato Raffaele Sbarretti Tazza, cardinale, arcivescovo cattolico e diplomatico italiano (n. 1856)
- 1º aprile - Albert Vandeplancke, nuotatore e pallanuotista francese (n. 1911)
- 2 aprile - Wawrzyniec Teisseyre, geologo polacco (n. 1860)
- 3 aprile - Vilhelm Glückstadt, regista e imprenditore danese (n. 1885)
- 3 aprile - Walery Sławek, politico polacco (n. 1879)
- 4 aprile - Aditya Narayan Singh, principe indiano (n. 1874)
- 4 aprile - Joaquín García-Morato, militare e aviatore spagnolo (n. 1904)
- 4 aprile - Alice Hughes, fotografa britannica (n. 1857)
- 4 aprile - Lorenzo Molajoli, direttore d'orchestra italiano (n. 1868)
- 4 aprile - Guido da Verona, poeta e scrittore italiano (n. 1881)
- 4 aprile - Ghazi I d'Iraq, sovrano iracheno (n. 1912)
- 6 aprile - Kiyohara Tama, pittrice, illustratrice e giornalista giapponese (n. 1861)
- 6 aprile - William Hallock Park, batteriologo statunitense (n. 1863)
- 7 aprile - Osvaldo Conti, militare e marinaio italiano (n. 1915)
- 7 aprile - Charles Dixon, tennista britannico (n. 1873)
- 7 aprile - Joseph Lyons, politico australiano (n. 1879)
- 7 aprile - Mary Steen, fotografa danese (n. 1856)
- 7 aprile - Mujo Ulqinaku, militare albanese (n. 1896)
- 8 aprile - Ricardo de Baños, regista, fotografo e produttore cinematografico spagnolo (n. 1882)
- 8 aprile - Riccardo Bombig, militare italiano (n. 1913)
- 8 aprile - Giuseppe Castellucci, architetto italiano (n. 1863)
- 8 aprile - Francesco Sartorelli, pittore italiano (n. 1856)
- 8 aprile - Artëm Vesëlyj, scrittore russo (n. 1899)
- 9 aprile - Stanley Colville, ammiraglio scozzese (n. 1861)
- 10 aprile - Alfredo Panzini, scrittore, critico letterario e lessicografo italiano (n. 1863)
- 11 aprile - Onorato Carlandi, pittore italiano (n. 1848)
- 11 aprile - Giovanni Gasti, criminologo e poliziotto italiano (n. 1869)
- 11 aprile - S. S. Van Dine, scrittore e critico d'arte statunitense (n. 1887)
- 15 aprile - Bronisława Dłuska, medica polacca (n. 1865)
- 15 aprile - Dmitrij Ivanovič Šachovskoj, politico russo (n. 1861)
- 16 aprile - Luigi Dalla Laita, artista e progettista italiano (n. 1847)
- 17 aprile - Franz Ehrenhöfer, scultore austriaco (n. 1880)
- 17 aprile - Ernst Finger, dermatologo austriaco (n. 1856)
- 17 aprile - Harry Stiff, tiratore di fune britannico (n. 1881)
- 18 aprile - Bertha Kalich, attrice ucraina (n. 1874)
- 18 aprile - Tommaso Lamberti, militare e marinaio italiano (n. 1908)
- 18 aprile - Giuseppe Majone, militare e aviatore italiano (n. 1909)
- 18 aprile - Isabel Marjoribanks, nobildonna britannica (n. 1857)
- 18 aprile - Alfiero Mezzetti, aviatore e militare italiano (n. 1910)
- 18 aprile - José Américo Orzali, arcivescovo cattolico argentino (n. 1863)
- 19 aprile - Carlo Porro, nobile, generale e politico italiano (n. 1854)
- 19 aprile - Henry Stephens Salt, attivista, saggista e docente inglese (n. 1851)
- 19 aprile - Jan de Vries, velocista e calciatore olandese (n. 1896)
- 20 aprile - Francesco Salvatore d'Asburgo-Lorena, nobile (n. 1866)
- 20 aprile - William M. Ramsay, archeologo scozzese (n. 1851)
- 21 aprile - Ernesto Castelli, lottatore italiano (n. 1869)
- 21 aprile - Wilhelm Kroll, filologo classico tedesco (n. 1869)
- 22 aprile - Leandro Campanari, violinista, direttore d'orchestra e compositore italiano (n. 1857)
- 22 aprile - Cesare Grossi, calciatore italiano (n. 1917)
- 22 aprile - Louis Mailloux, militare e aviatore francese (n. 1897)
- 22 aprile - Ann Murdock, attrice statunitense (n. 1890)
- 23 aprile - Domenico Mariani, cardinale italiano (n. 1863)
- 23 aprile - Maria Gabriella Sagheddu, religiosa italiana (n. 1914)
- 24 aprile - Louis Trousselier, ciclista su strada e pistard francese (n. 1881)
- 25 aprile - John Foulds, compositore inglese (n. 1880)
- 25 aprile - Archibald Leitch, architetto e ingegnere britannico (n. 1865)
- 26 aprile - Maximilian von Höhn, generale tedesco (n. 1859)
- 27 aprile - Jacopo Calò Carducci, aviatore e militare italiano (n. 1902)
- 27 aprile - Pasquale Cinquegrana, paroliere italiano (n. 1850)
- 27 aprile - Alessandro Miglia, aviatore italiano (n. 1900)
- 28 aprile - Leone Carlo d'Asburgo-Teschen, militare austriaco (n. 1893)
- 28 aprile - Robert Montgomerie, schermidore britannico (n. 1880)
- 30 aprile - Oskar Bye, ginnasta norvegese (n. 1870)
- 30 aprile - Vittorio Gottardi, scrittore e politico italiano (n. 1860)
- 30 aprile - Frank Haller, pugile statunitense (n. 1883)
- 30 aprile - Marcel Triboulet, calciatore francese (n. 1890)

## Maggio(52)
- 1º maggio - Adelfo Calosci, militare italiano (n. 1914)
- 1º maggio - Bautista Saavedra Mallea, politico boliviano (n. 1870)
- 1º maggio - Frank E. Woods, sceneggiatore statunitense (n. 1860)
- 2 maggio - Fabio Bargagli Petrucci, storico e politico italiano (n. 1875)
- 2 maggio - Luigi Sapienza, ufficiale italiano (n. 1866)
- 2 maggio - Phillips Smalley, regista, attore e produttore cinematografico statunitense (n. 1865)
- 2 maggio - Jessalyn Van Trump, attrice statunitense (n. 1887)
- 3 maggio - Karl Friedrich von Auwers, chimico tedesco (n. 1869)
- 3 maggio - Wilhelm Groener, generale e politico tedesco (n. 1867)
- 4 maggio - Georgiana Goddard King, storica dell'arte e fotografa statunitense (n. 1871)
- 5 maggio - Giuseppe Angelillo, militare italiano (n. 1899)
- 6 maggio - Mathilde Brundage, attrice statunitense (n. 1859)
- 6 maggio - Konstantin Somov, pittore russo (n. 1869)
- 6 maggio - Robert Teichmüller, pianista e insegnante tedesco (n. 1863)
- 7 maggio - Francesco Paleari, presbitero e predicatore italiano (n. 1863)
- 7 maggio - Antonio Taramelli, archeologo italiano (n. 1868)
- 8 maggio - Kurt Löwenstein, politico e pedagogista tedesco (n. 1885)
- 8 maggio - Nikolaj Efimovič Varfolomeev, generale sovietico (n. 1890)
- 10 maggio - James Parrott, regista, attore e sceneggiatore statunitense (n. 1897)
- 10 maggio - Romolo Putelli, presbitero, storico e bibliotecario italiano (n. 1880)
- 11 maggio - Giuseppe Fumagalli, bibliografo e bibliotecario italiano (n. 1863)
- 11 maggio - Evgenij Karlovič Miller, generale russo (n. 1867)
- 11 maggio - Polina Denisovna Osipenko, aviatrice sovietica (n. 1907)
- 11 maggio - Anatolij Konstantinovič Serov, aviatore sovietico (n. 1910)
- 11 maggio - Adela Xenopol, scrittrice e attivista rumena (n. 1861)
- 11 maggio - Alberto Palacio, ingegnere e architetto spagnolo (n. 1856)
- 12 maggio - David Harrel, poliziotto irlandese (n. 1841)
- 13 maggio - Stanisław Leśniewski, logico, filosofo e docente polacco (n. 1886)
- 14 maggio - Romolo Buni, pistard e dirigente sportivo italiano (n. 1871)
- 15 maggio - Max Naumann, politico tedesco (n. 1875)
- 17 maggio - Giovanni Berardi, militare italiano (n. 1902)
- 19 maggio - Ahmet Ağaoğlu, politico e scrittore turco (n. 1869)
- 19 maggio - Karl Radek, rivoluzionario e politico sovietico (n. 1885)
- 20 maggio - Joe Carr, dirigente sportivo statunitense (n. 1880)
- 20 maggio - Ettore Ciccotti, storico, politologo e politico italiano (n. 1863)
- 20 maggio - Karl von Kirchbach auf Lauterbach, generale austro-ungarico (n. 1856)
- 20 maggio - Roman Steinberg, lottatore estone (n. 1900)
- 21 maggio - Grigorij Jakovlevič Sokol'nikov, politico e diplomatico sovietico (n. 1888)
- 22 maggio - Damiano Ciancilla, militare italiano (n. 1894)
- 22 maggio - Jiří Mahen, scrittore ceco (n. 1880)
- 22 maggio - Ernst Toller, drammaturgo e rivoluzionario tedesco (n. 1893)
- 23 maggio - Witmer Stone, naturalista statunitense (n. 1866)
- 24 maggio - Rinaldo Agazzi, pittore italiano (n. 1857)
- 25 maggio - Joseph Duveen, mercante inglese (n. 1869)
- 25 maggio - Frank Watson Dyson, astronomo inglese (n. 1868)
- 26 maggio - Charles Horace Mayo, medico statunitense (n. 1865)
- 27 maggio - Joseph Roth, scrittore e giornalista austriaco (n. 1894)
- 28 maggio - Hans Fahrni, scacchista svizzero (n. 1874)
- 29 maggio - Joseph Grinnell, biologo e zoologo statunitense (n. 1877)
- 29 maggio - Urszula Ledóchowska, religiosa e santa polacca (n. 1865)
- 29 maggio - Åke Lundeberg, tiratore a segno svedese (n. 1888)
- 30 maggio - Murdo MacKenzie, imprenditore britannico (n. 1850)

## Giugno(43)
- 1º giugno - Arthur Wood, velista britannico (n. 1875)
- 1º giugno - Emil Ziehl, ingegnere e imprenditore tedesco (n. 1873)
- 3 giugno - Anna Coleman Ladd, scultrice statunitense (n. 1878)
- 4 giugno - Reginald Courtenay Welch, calciatore inglese (n. 1851)
- 5 giugno - Charles Oliver Bell, calciatore e allenatore di calcio inglese (n. 1894)
- 5 giugno - Christina Broom, fotografa scozzese (n. 1862)
- 5 giugno - Aurelio Ricchetti, militare e politico italiano (n. 1876)
- 5 giugno - Xu Shichang, politico cinese (n. 1855)
- 6 giugno - Augusto Avancini, politico italiano (n. 1868)
- 6 giugno - George Fawcett, attore statunitense (n. 1860)
- 6 giugno - Febo Mari, attore, sceneggiatore e regista italiano (n. 1881)
- 6 giugno - Dmitrij Petrovič Svjatopolk-Mirskij, scrittore, saggista e critico letterario russo (n. 1890)
- 7 giugno - Robert Louis Antral, pittore, incisore e litografo francese (n. 1895)
- 9 giugno - Enrique Fernández Arbós, violinista, compositore e direttore d'orchestra spagnolo (n. 1863)
- 9 giugno - Owen Moore, attore irlandese (n. 1886)
- 10 giugno - Wolfgang Neff, regista e attore austriaco (n. 1875)
- 10 giugno - František Stehlík, calciatore cecoslovacco (n. 1904)
- 11 giugno - Otto Wiegand, ginnasta e multiplista tedesco (n. 1875)
- 12 giugno - Pierre Nijs, pallanuotista belga (n. 1890)
- 13 giugno - Frank Glasgow Tinker, aviatore statunitense (n. 1909)
- 14 giugno - Vladislav Chodasevič, poeta e critico letterario russo (n. 1886)
- 15 giugno - Edward Chaytor, generale neozelandese (n. 1868)
- 16 giugno - Chick Webb, batterista statunitense (n. 1905)
- 17 giugno - Jean Boucher, scultore francese (n. 1870)
- 17 giugno - Arthur Wallis Myers, giornalista e tennista britannico (n. 1878)
- 17 giugno - Vane Pennell, tennista britannico (n. 1886)
- 17 giugno - Eugen Weidmann, criminale tedesco (n. 1908)
- 19 giugno - Grace Abbott, attivista statunitense (n. 1878)
- 19 giugno - Ferruccio Corradetti, baritono italiano (n. 1867)
- 22 giugno - Thomas Mason Wilford, avvocato, politico e diplomatico neozelandese (n. 1870)
- 22 giugno - Raffaello Santarelli, storico e poeta italiano (n. 1883)
- 22 giugno - Benjamin Tucker, filosofo statunitense (n. 1854)
- 23 giugno - Mark Gertler, pittore inglese (n. 1891)
- 25 giugno - Giuseppe Aldobrandini, II principe di Meldola, militare e nobile italiano (n. 1865)
- 25 giugno - Eduard Baron von der Ropp, arcivescovo cattolico tedesco (n. 1851)
- 25 giugno - Richard Seaman, pilota automobilistico britannico (n. 1913)
- 25 giugno - Harriet White Fisher, sportiva e dirigente d'azienda statunitense (n. 1861)
- 26 giugno - Costanzo Ciano, ammiraglio e politico italiano (n. 1876)
- 26 giugno - Ford Madox Ford, scrittore britannico (n. 1873)
- 27 giugno - Margaret Campbell, attrice statunitense (n. 1883)
- 27 giugno - Hayashi Gonsuke, diplomatico giapponese (n. 1860)
- 28 giugno - Emilio Villoresi, pilota automobilistico italiano (n. 1913)
- 29 giugno - Cavendish Morton, attore, fotografo e regista britannico (n. 1874)

## Luglio(38)
- 3 luglio - Hubert Gad, calciatore polacco (n. 1914)
- 4 luglio - Hermann Abeking, illustratore tedesco (n. 1882)
- 4 luglio - Eugen von Hippel, oculista e scienziato tedesco (n. 1867)
- 4 luglio - Oton Iveković, pittore croato (n. 1869)
- 4 luglio - Louis Wain, artista britannico (n. 1860)
- 7 luglio - Axel Hägerström, filosofo svedese (n. 1868)
- 7 luglio - Claude Augustus Swanson, politico statunitense (n. 1862)
- 8 luglio - Havelock Ellis, medico, psicologo e scrittore britannico (n. 1859)
- 9 luglio - Archimede Bresciani, pittore italiano (n. 1881)
- 9 luglio - Carlo Chiostri, pittore e illustratore italiano (n. 1863)
- 9 luglio - George Latham, allenatore di calcio e calciatore gallese (n. 1881)
- 9 luglio - Juan Pratto, calciatore argentino (n. 1903)
- 9 luglio - Boris Pinhasovič Tomaševskij, cantante, attore e editore ucraino (n. 1868)
- 12 luglio - Charles Granville Bruce, generale, esploratore e alpinista britannico (n. 1866)
- 13 luglio - William Tritschler, ginnasta e multiplista statunitense (n. 1873)
- 14 luglio - Heva Coomans, pittrice belga (n. 1860)
- 14 luglio - Alfons Mucha, pittore, scultore e pubblicitario ceco (n. 1860)
- 15 luglio - Eugen Bleuler, psichiatra svizzero (n. 1857)
- 16 luglio - Henri Le Sidaner, pittore francese (n. 1862)
- 17 luglio - Carolina Magistrelli, insegnante e divulgatrice scientifica italiana (n. 1858)
- 18 luglio - Emich di Leiningen, nobile tedesco (n. 1866)
- 18 luglio - Edmund Heller, zoologo e naturalista statunitense (n. 1875)
- 18 luglio - Witold Maliszewski, compositore e docente polacco (n. 1873)
- 18 luglio - Paul Schneider, religioso tedesco (n. 1897)
- 20 luglio - Augustin Henninghaus, missionario e vescovo cattolico tedesco (n. 1862)
- 21 luglio - George Leveson-Gower, III conte Granville, diplomatico inglese (n. 1872)
- 21 luglio - Béla Révész, calciatore e allenatore di calcio ungherese (n. 1887)
- 21 luglio - Ambroise Vollard, imprenditore, gallerista e mercante d'arte francese (n. 1866)
- 23 luglio - Demetrio Asinari di Bernezzo, militare, imprenditore e politico italiano (n. 1878)
- 23 luglio - Margarita Aleksandrovna Barskaja, regista cinematografica sovietica (n. 1903)
- 26 luglio - Malcolm Champion, nuotatore neozelandese (n. 1883)
- 26 luglio - Francesco Paolo Frontini, compositore e direttore d'orchestra italiano (n. 1860)
- 26 luglio - Joel Elias Spingarn, educatore, critico letterario e attivista statunitense (n. 1875)
- 28 luglio - Antonio Cappelli, presbitero, storico e bibliotecario italiano (n. 1868)
- 28 luglio - William James Mayo, medico statunitense (n. 1861)
- 28 luglio - Beryl Mercer, attrice britannica (n. 1882)
- 30 luglio - Orazio Mazzella, arcivescovo cattolico italiano (n. 1860)
- 31 luglio - Hedwiga Rosenbaumová, tennista boema (n. 1864)

## Agosto(46)
- 1º agosto - Tancredi Galimberti, politico e avvocato italiano (n. 1856)
- 2 agosto - Giuseppe Alongi, poliziotto e saggista italiano (n. 1858)
- 2 agosto - Harvey Spencer Lewis, mistico e filosofo statunitense (n. 1883)
- 2 agosto - René Wiener, artista francese (n. 1855)
- 3 agosto - August Enna, compositore danese (n. 1859)
- 4 agosto - Adolf Langfeld, politico tedesco (n. 1854)
- 5 agosto - Charles Du Bos, scrittore e critico letterario francese (n. 1882)
- 5 agosto - Alberto Pollera, militare e antropologo italiano (n. 1873)
- 6 agosto - Gaetano Scorza, matematico e politico italiano (n. 1876)
- 7 agosto - Charlie Roberts, calciatore inglese (n. 1883)
- 7 agosto - Albino Volpi, militare italiano (n. 1889)
- 10 agosto - Carlo Galimberti, sollevatore e vigile del fuoco italiano (n. 1894)
- 10 agosto - Hans Rehmann, attore svizzero (n. 1900)
- 11 agosto - Jean Bugatti, ingegnere e imprenditore italiano (n. 1909)
- 11 agosto - Alfredo Corradini, chimico e imprenditore italiano (n. 1866)
- 11 agosto - Siegfried Flesch, schermidore austriaco (n. 1872)
- 11 agosto - Agnes Goodsir, pittrice australiana (n. 1864)
- 11 agosto - Alphonse Osbert, pittore francese (n. 1857)
- 12 agosto - Giordano Aldrighetti, pilota motociclistico e pilota automobilistico italiano (n. 1905)
- 12 agosto - Eulalio Gutiérrez, politico e generale messicano (n. 1881)
- 14 agosto - Isaak Israilevič Brodskij, pittore sovietico (n. 1884)
- 14 agosto - Claus von Below-Saleske, diplomatico tedesco (n. 1866)
- 15 agosto - Federico Gamboa, politico, scrittore e diplomatico messicano (n. 1864)
- 17 agosto - Wojciech Korfanty, giornalista, politico e attivista polacco (n. 1873)
- 18 agosto - Joe Grim, pugile statunitense (n. 1881)
- 18 agosto - Enrico Serretta, giornalista, romanziere e commediografo italiano (n. 1881)
- 19 agosto - Frank Wild, esploratore e navigatore britannico (n. 1873)
- 20 agosto - Sybil Grey, soprano e attrice teatrale britannico (n. 1860)
- 22 agosto - Luigi Costigliolo, ginnasta italiano (n. 1892)
- 23 agosto - Eugène-Henri Gravelotte, schermidore francese (n. 1876)
- 23 agosto - Sidney Howard, scrittore, drammaturgo e sceneggiatore statunitense (n. 1891)
- 23 agosto - Margaret Whistler, attrice e costumista statunitense (n. 1888)
- 24 agosto - Piero Colonna, politico italiano (n. 1891)
- 25 agosto - Jan Vos, calciatore olandese (n. 1888)
- 26 agosto - Willy Bohlander, pallanuotista olandese (n. 1891)
- 26 agosto - Louis Heusghem, ciclista su strada e pistard belga (n. 1882)
- 27 agosto - Donato Faggella, magistrato e politico italiano (n. 1867)
- 27 agosto - Charles Guignebert, storico francese (n. 1867)
- 27 agosto - Hiromichi Shinohara, aviatore e militare giapponese (n. 1913)
- 27 agosto - Charles Wilkes, calciatore francese (n. 1887)
- 28 agosto - Julius Binder, filosofo tedesco (n. 1870)
- 28 agosto - Maximilian Daublebsky von Eichhain, ammiraglio austriaco (n. 1865)
- 28 agosto - Frederick Carl Frieseke, pittore statunitense (n. 1874)
- 28 agosto - Giuseppe Gabbiani, pittore italiano (n. 1862)
- 30 agosto - Hans Kundt, generale tedesco (n. 1869)
- 31 agosto - Richard Bouwens van der Boijen, architetto francese (n. 1863)

## Settembre(68)
- 3 settembre - Edvard Westermarck, antropologo e filosofo finlandese (n. 1862)
- 6 settembre - Giuseppe Bignoli, circense italiano (n. 1892)
- 6 settembre - Arthur Rackham, illustratore britannico (n. 1867)
- 7 settembre - Kyōka Izumi, scrittore e drammaturgo giapponese (n. 1873)
- 7 settembre - Cezary Niewęgłowski, militare polacco (n. 1893)
- 10 settembre - Pavel Mif, rivoluzionario, storico e economista sovietico (n. 1901)
- 10 settembre - Władysław Raginis, militare polacco (n. 1908)
- 10 settembre - Hugo Riesenfeld, compositore austriaco (n. 1879)
- 11 settembre - Arturo Bocci, fantino italiano (n. 1887)
- 11 settembre - Konstantin Alekseevič Korovin, pittore e scenografo russo (n. 1861)
- 12 settembre - David Hunter Blair, scrittore e abate scozzese (n. 1853)
- 12 settembre - Fëdor Raskol'nikov, giornalista, politico e rivoluzionario russo (n. 1892)
- 13 settembre - Angelo Maria Dolci, cardinale e arcivescovo cattolico italiano (n. 1867)
- 13 settembre - Gwen John, pittrice gallese (n. 1876)
- 13 settembre - Enrico Mazzoccolo, magistrato, giurista e politico italiano (n. 1859)
- 14 settembre - Giuseppina Gargano, cantante italiana (n. 1853)
- 14 settembre - Ulvi Liegi, pittore italiano (n. 1858)
- 14 settembre - Gisela von Pöllnitz, giornalista tedesca (n. 1911)
- 15 settembre - Giorgio Bombi, politico italiano (n. 1852)
- 15 settembre - Jens Bratlie, politico e generale norvegese (n. 1856)
- 15 settembre - August Dickmann, attivista tedesco (n. 1910)
- 15 settembre - Francesco Giuseppe di Isenburg-Büdingen-Birstein, principe tedesco (n. 1869)
- 16 settembre - Vladimir Bazarov, giornalista, scrittore e filosofo russo (n. 1874)
- 16 settembre - Sergej Gricevec, aviatore sovietico (n. 1909)
- 16 settembre - Stanisław Grzmot-Skotnicki, generale polacco (n. 1894)
- 16 settembre - Alexander Kircher, pittore austro-ungarico (n. 1867)
- 16 settembre - Józef Kustroń, generale polacco (n. 1892)
- 16 settembre - Otto Wels, politico tedesco (n. 1873)
- 17 settembre - Otto Ruff, chimico tedesco (n. 1871)
- 17 settembre - Otto Röhm, chimico e imprenditore tedesco (n. 1876)
- 17 settembre - Marbeth Wright, attrice e cantante statunitense (n. 1915)
- 18 settembre - Cornelis Dopper, compositore e direttore d'orchestra olandese (n. 1870)
- 18 settembre - Arturo Frateschi, calciatore italiano (n. 1900)
- 18 settembre - Carl Lehle, canottiere tedesco (n. 1872)
- 18 settembre - Stanisław Ignacy Witkiewicz, drammaturgo, filosofo e scrittore polacco (n. 1885)
- 18 settembre - Franciszek Wład, generale polacco (n. 1888)
- 19 settembre - Arent Jan Wensinck, islamista olandese (n. 1882)
- 20 settembre - Paul Bruchési, vescovo cattolico canadese (n. 1855)
- 20 settembre - Andrew Crommelin, astronomo britannico (n. 1865)
- 20 settembre - Tadeusz Dołęga-Mostowicz, scrittore e giornalista polacco (n. 1898)
- 21 settembre - Armand Călinescu, politico e economista rumeno (n. 1893)
- 21 settembre - Marie Jacobus Johannes Exler, scrittore e attivista olandese (n. 1882)
- 21 settembre - Park Yung-hyo, politico coreano (n. 1861)
- 21 settembre - Delio Tessa, scrittore e poeta italiano (n. 1886)
- 22 settembre - Mikołaj Bołtuć, generale polacco (n. 1893)
- 22 settembre - Alexandru Cantacuzino, avvocato e politico rumeno (n. 1901)
- 22 settembre - Giovanni Cartia, politico italiano (n. 1858)
- 22 settembre - Werner von Fritsch, generale tedesco (n. 1880)
- 22 settembre - Leszek Lubicz-Nycz, schermidore polacco (n. 1899)
- 22 settembre - Józef Olszyna-Wilczyński, generale polacco (n. 1890)
- 23 settembre - Avancinio Avancini, scrittore e giornalista italiano (n. 1866)
- 23 settembre - Frits van den Berghe, pittore, disegnatore e incisore belga (n. 1883)
- 23 settembre - Sigmund Freud, neurologo, psicoanalista e filosofo austriaco (n. 1856)
- 23 settembre - Francisco León de la Barra, politico messicano (n. 1863)
- 23 settembre - Okada Saburōsuke, pittore giapponese (n. 1869)
- 23 settembre - Jimmy Windridge, calciatore inglese (n. 1882)
- 24 settembre - Edward Bingham, ammiraglio britannico (n. 1881)
- 24 settembre - Danilo II del Montenegro, sovrano montenegrino (n. 1871)
- 24 settembre - Carl Laemmle, produttore cinematografico tedesco (n. 1867)
- 24 settembre - Charles Tatham, schermidore statunitense (n. 1854)
- 25 settembre - Luigi Cagnetta, politico e magistrato italiano (n. 1859)
- 25 settembre - Alfred Wotquenne, bibliografo e musicologo belga (n. 1867)
- 26 settembre - Ottó Bláthy, ingegnere e inventore ungherese (n. 1860)
- 27 settembre - David Nepomuceno, velocista filippino (n. 1900)
- 28 settembre - Martha Root, statunitense (n. 1872)
- 29 settembre - Thomas S. McMillan, politico statunitense (n. 1888)
- 30 settembre - Enrico Festa, naturalista italiano (n. 1868)
- 30 settembre - Juozas Tūbelis, politico lituano (n. 1882)

## Ottobre(51)
- 1º ottobre - Aleksandr Aleksandrovič Mosolov, generale e diplomatico russo (n. 1854)
- 2 ottobre - Félix Legueu, ginecologo francese (n. 1863)
- 2 ottobre - George William Mundelein, cardinale e arcivescovo cattolico statunitense (n. 1872)
- 3 ottobre - Marcel Buysse, ciclista su strada e pistard belga (n. 1889)
- 4 ottobre - Jens Lind, botanico e micologo danese (n. 1874)
- 4 ottobre - Michelangelo Schipa, scrittore e storico italiano (n. 1854)
- 6 ottobre - Giulio Gavotti, ingegnere e aviatore italiano (n. 1882)
- 6 ottobre - Chester Withey, attore, regista e sceneggiatore statunitense (n. 1887)
- 7 ottobre - Harvey Williams Cushing, chirurgo statunitense (n. 1869)
- 7 ottobre - Sebastiano Giuseppe Locati, architetto italiano (n. 1861)
- 7 ottobre - Münire Sultan, principessa ottomana (n. 1880)
- 7 ottobre - Boris Ščukin, attore sovietico (n. 1894)
- 7 ottobre - Ernest Vincent Wright, scrittore statunitense (n. 1872)
- 8 ottobre - Jacques Le Lavasseur, velista francese (n. 1861)
- 8 ottobre - Casemiro do Amaral, calciatore brasiliano (n. 1892)
- 9 ottobre - Evelyn Parnell, soprano statunitense (n. 1888)
- 10 ottobre - Benjamin Rabier, fumettista francese (n. 1864)
- 11 ottobre - Polaire, cantante, attrice teatrale e attrice cinematografica francese (n. 1874)
- 12 ottobre - Riccardo Bollati, diplomatico e politico italiano (n. 1858)
- 12 ottobre - Vũ Trọng Phụng, scrittore e giornalista vietnamita (n. 1912)
- 13 ottobre - Ford Sterling, attore e regista statunitense (n. 1883)
- 13 ottobre - Giacomo Sutter, imprenditore svizzero (n. 1873)
- 14 ottobre - Gunnar Helsengreen, attore, regista e sceneggiatore danese (n. 1880)
- 14 ottobre - Alberto Romita, vescovo cattolico italiano (n. 1880)
- 15 ottobre - Robert Haab, politico svizzero (n. 1865)
- 16 ottobre - Pietro Niccolini, imprenditore, giornalista e politico italiano (n. 1866)
- 16 ottobre - Ludolf Nielsen, compositore, violinista e direttore d'orchestra danese (n. 1876)
- 16 ottobre - Stjepan Sarkotić, generale austro-ungarico (n. 1858)
- 17 ottobre - William Jackson Pope, chimico e cristallografo inglese (n. 1870)
- 18 ottobre - Josephine Ditt, attrice statunitense (n. 1868)
- 19 ottobre - Marie Renard, mezzosoprano e soprano austriaco (n. 1864)
- 19 ottobre - Sergej Michajlovič Širokogorov, antropologo russo (n. 1887)
- 20 ottobre - Tom Alexander, calciatore nordirlandese (n. 1873)
- 20 ottobre - Otto Siffling, calciatore tedesco (n. 1912)
- 21 ottobre - Giuseppe Morando, calciatore italiano (n. 1894)
- 22 ottobre - Hamengkubuwono VIII, sovrano indonesiano (n. 1880)
- 22 ottobre - Muhammad 'Ali Bay al-'Abid, politico siriano (n. 1867)
- 23 ottobre - Georg Drescher, pistard tedesco (n. 1870)
- 23 ottobre - Zane Grey, scrittore statunitense (n. 1872)
- 24 ottobre - Gioacchino Alberto di Prussia, compositore tedesco (n. 1876)
- 25 ottobre - Frediano Giannini, arcivescovo cattolico italiano (n. 1861)
- 25 ottobre - Cesare Goria Gatti, imprenditore italiano (n. 1860)
- 25 ottobre - Feodor Yulievich Levinson-Lessing, geologo russo (n. 1861)
- 28 ottobre - Alice Brady, attrice statunitense (n. 1892)
- 28 ottobre - Aggie Herring, attrice statunitense (n. 1876)
- 29 ottobre - Giulio Crimi, tenore italiano (n. 1885)
- 29 ottobre - Margaret Floy Washburn, psicologa statunitense (n. 1871)
- 30 ottobre - Ernesto Murolo, poeta, drammaturgo e giornalista italiano (n. 1876)
- 31 ottobre - Vincenzo Loria, pittore italiano (n. 1849)
- 31 ottobre - Otto Rank, filosofo e psicoanalista austriaco (n. 1884)
- 31 ottobre - Alberto di Württemberg, generale tedesco (n. 1865)

## Novembre(54)
- 1º novembre - Paolo Emilio André, architetto italiano (n. 1877)
- 1º novembre - Aloïs Catteau, ciclista su strada belga (n. 1877)
- 1º novembre - Kálmán Darányi, politico ungherese (n. 1886)
- 1º novembre - Claude Gillingwater, attore statunitense (n. 1870)
- 1º novembre - Francesco Somaini, imprenditore, militare e politico italiano (n. 1855)
- 1º novembre - Karl Weinberger, compositore austriaco (n. 1861)
- 2 novembre - Opie Read, scrittore e giornalista statunitense (n. 1852)
- 3 novembre - Waldemar Lindgren, geologo e mineralogista svedese (n. 1860)
- 4 novembre - Charles Tournemire, compositore e organista francese (n. 1870)
- 5 novembre - Henry Correvon, naturalista e botanico svizzero (n. 1854)
- 6 novembre - Adolf Brütt, scultore tedesco (n. 1855)
- 6 novembre - Adolphe Max, politico belga (n. 1869)
- 7 novembre - Ralph Allan Sampson, astronomo irlandese (n. 1866)
- 9 novembre - Frederick Stapleton, nuotatore e pallanuotista britannico (n. 1877)
- 10 novembre - Charlotte Despard, romanziera britannica (n. 1844)
- 11 novembre - Isa Bluette, attrice teatrale e cantante italiana (n. 1898)
- 11 novembre - Alice Kotowska, religiosa polacca (n. 1899)
- 11 novembre - Kagaku Murakami, pittore e illustratore giapponese (n. 1888)
- 11 novembre - Olena Oleksandrivna Muravjova, insegnante e cantante ucraina (n. 1867)
- 11 novembre - Mykolas Sleževičius, politico lituano (n. 1882)
- 12 novembre - Norman Bethune, medico canadese (n. 1890)
- 13 novembre - George Nicholls Jr., montatore e regista statunitense (n. 1897)
- 13 novembre - Lois Weber, regista, attrice e sceneggiatrice statunitense (n. 1879)
- 16 novembre - Enrico di Borbone-Parma, nobile italiano (n. 1873)
- 16 novembre - Helena Swanwick, pacifista inglese (n. 1864)
- 17 novembre - Luigi Bozino, avvocato e dirigente sportivo italiano (n. 1855)
- 17 novembre - Aurelio Mosquera, politico ecuadoriano (n. 1883)
- 18 novembre - Eugenio Boegan, esploratore e speleologo italiano (n. 1875)
- 18 novembre - Eduard Fischer, botanico e micologo svizzero (n. 1861)
- 18 novembre - Maurice Renard, scrittore francese (n. 1875)
- 20 novembre - Fulco Tosti di Valminuta, dirigente d'azienda e politico italiano (n. 1874)
- 21 novembre - Émile Guépratte, ammiraglio francese (n. 1856)
- 22 novembre - Agatha Bârsescu, attrice teatrale, cantante lirica e insegnante rumena (n. 1857)
- 23 novembre - Artur Bodanzky, direttore d'orchestra austriaco (n. 1877)
- 23 novembre - Edward Coverley Kennedy, militare inglese (n. 1879)
- 23 novembre - Henry Lowther, diplomatico inglese (n. 1858)
- 24 novembre - John Harron, attore statunitense (n. 1903)
- 24 novembre - Zinaida Nikolaevna Jusupova, nobildonna russa (n. 1861)
- 25 novembre - Diego Avarelli, magistrato italiano (n. 1867)
- 25 novembre - Rudolph Feilding, IX conte di Denbigh, ufficiale inglese (n. 1859)
- 25 novembre - Elbert Lee Trinkle, politico statunitense (n. 1876)
- 26 novembre - Livio Borghese, nobile e diplomatico italiano (n. 1874)
- 26 novembre - Amedeo Guillet, militare e politico italiano (n. 1874)
- 26 novembre - Hermann Julius Kolbe, entomologo tedesco (n. 1855)
- 27 novembre - Guido Cucci, militare italiano (n. 1907)
- 28 novembre - Pietro Di Vico, magistrato e politico italiano (n. 1853)
- 28 novembre - James Naismith, docente, allenatore di pallacanestro e inventore canadese (n. 1861)
- 28 novembre - Gian Giacomo Ponti, ingegnere italiano (n. 1878)
- 28 novembre - Manfred von Richthofen, generale tedesco (n. 1855)
- 29 novembre - Maria Cengia Sambo, botanica italiana (n. 1888)
- 29 novembre - Vincenzo Gianferrari, direttore d'orchestra e compositore italiano (n. 1859)
- 29 novembre - Philipp Scheidemann, politico tedesco (n. 1865)
- 29 novembre - Maria di Baden, nobildonna tedesca (n. 1865)
- 30 novembre - Max Skladanowsky, inventore e regista tedesco (n. 1863)

## Dicembre(53)
- 1º dicembre - Pere Coromines i Montanya, scrittore, filosofo e politico spagnolo (n. 1870)
- 1º dicembre - Max Fiedler, compositore e direttore d'orchestra tedesco (n. 1859)
- 1º dicembre - Giacomo di Belsito, giornalista, scrittore e traduttore italiano (n. 1885)
- 2 dicembre - W.A. Tremayne, commediografo, sceneggiatore e attore canadese (n. 1864)
- 2 dicembre - Alexander Tschirch, farmacista tedesco (n. 1856)
- 3 dicembre - Piero Ginori Conti, nobile, imprenditore e politico italiano (n. 1865)
- 3 dicembre - Luisa di Sassonia-Coburgo-Gotha, nobile (n. 1848)
- 4 dicembre - Agostino Aldi, pittore italiano (n. 1860)
- 4 dicembre - Wu Peifu, generale e politico cinese (n. 1874)
- 6 dicembre - Charles Dalmorès, tenore francese (n. 1871)
- 8 dicembre - Alimondo Ciampi, scultore italiano (n. 1876)
- 8 dicembre - Robert De Veen, calciatore e allenatore di calcio belga (n. 1886)
- 8 dicembre - Ernest Schelling, pianista, compositore e direttore d'orchestra statunitense (n. 1876)
- 8 dicembre - Maria Vinca, pittrice italiana (n. 1878)
- 9 dicembre - Michele Paleari, calciatore italiano (n. 1900)
- 9 dicembre - Anna Pavlovna Pribylëva-Korba, rivoluzionaria russa (n. 1849)
- 10 dicembre - John Grieb, ginnasta e multiplista statunitense (n. 1879)
- 10 dicembre - Adolfo Mabellini, bibliotecario e letterato italiano (n. 1862)
- 12 dicembre - Lewis Clinton-Baker, ammiraglio inglese (n. 1866)
- 12 dicembre - Douglas Fairbanks, attore e produttore cinematografico statunitense (n. 1883)
- 12 dicembre - Kolë Idromeno, fotografo, pittore e scultore albanese (n. 1860)
- 13 dicembre - Senatore Borletti, imprenditore e politico italiano (n. 1880)
- 13 dicembre - Antonio Casertano, politico italiano (n. 1863)
- 18 dicembre - Ernest Lawson, pittore canadese (n. 1873)
- 18 dicembre - Bruno Liljefors, pittore svedese (n. 1860)
- 18 dicembre - Soesoe van Oostrom Soede, pallanuotista olandese (n. 1911)
- 19 dicembre - Jeanne Granier, soprano francese (n. 1852)
- 19 dicembre - Alvah Meyer, velocista statunitense (n. 1888)
- 20 dicembre - Hans Langsdorff, militare tedesco (n. 1894)
- 20 dicembre - Fritz Syberg, pittore e illustratore danese (n. 1862)
- 22 dicembre - Mario Massai, giornalista, aviatore e militare italiano (n. 1892)
- 22 dicembre - Ma Rainey, cantante statunitense (n. 1886)
- 22 dicembre - Østen Østensen, tiratore a segno norvegese (n. 1878)
- 23 dicembre - Anthony Fokker, pioniere dell'aviazione e imprenditore olandese (n. 1890)
- 23 dicembre - Ludwig Hopf, fisico tedesco (n. 1884)
- 23 dicembre - Maxime Laubeuf, militare e ingegnere francese (n. 1864)
- 23 dicembre - Mauri Nyberg-Noroma, ginnasta finlandese (n. 1908)
- 24 dicembre - Giulio Cederna, dirigente sportivo, dirigente d'azienda e calciatore italiano (n. 1876)
- 26 dicembre - Georges Monca, regista, sceneggiatore e attore francese (n. 1867)
- 27 dicembre - Giannino Antona Traversi, commediografo, scrittore e politico italiano (n. 1860)
- 27 dicembre - Rinaldo Cuneo, artista statunitense (n. 1877)
- 27 dicembre - Ernst Jencquel, canottiere tedesco (n. 1879)
- 27 dicembre - Gilberto Marley, ciclista su strada e dirigente sportivo italiano (n. 1871)
- 28 dicembre - Hermann Frahm, ingegnere tedesco (n. 1867)
- 29 dicembre - Joseph-Marius Avy, pittore francese (n. 1871)
- 29 dicembre - Vincenzo Boccieri, politico italiano (n. 1860)
- 29 dicembre - Ugo Fleres, poeta, giornalista e critico letterario italiano (n. 1857)
- 29 dicembre - Madeleine Pelletier, psichiatra e anarchica francese (n. 1874)
- 30 dicembre - Oscar Larsen, attore norvegese (n. 1863)
- 31 dicembre - Francis Robert Benson, attore e impresario teatrale britannico (n. 1858)
- 31 dicembre - Agostino Mario Comanducci, critico d'arte e storico dell'arte italiano (n. 1891)
- 31 dicembre - Lucio D'Ambra, scrittore e regista italiano (n. 1880)
- 31 dicembre - Filippo Meda, politico, giornalista e banchiere italiano (n. 1869)

## Senza giorno specificato(51)
- Adelaide Albani Tondi, giornalista e attivista italiana (n. 1863)
- William Attrill, crickettista e calciatore francese (n. 1868)
- Cesare Balbi di Robecco, pittore italiano (n. 1854)
- Angelo Banti, ingegnere italiano (n. 1859)
- Subhi Bey Barakat al-Khalidi, politico siriano (n. 1889)
- Fred Beardsley, calciatore inglese (n. 1856)
- Giuseppe Boaro, regista italiano (n. 1853)
- Émile Boulanger, biologo e farmacista francese (n. 1867)
- Lodovico Braidotti, architetto italiano (n. 1865)
- Eberhard von Brockhusen, tedesco (n. 1869)
- Carla Celesia di Vegliasco, pittrice italiana (n. 1868)
- Domenico Coppi, fotografo italiano (n. 1869)
- Nikolaj Vladimirovič Dal', neurologo e psichiatra russo (n. 1860)
- Jacques Dunant, architetto svizzero (n. 1858)
- Olav Duun, scrittore norvegese (n. 1876)
- Ramón Eguiazábal, calciatore spagnolo (n. 1896)
- Jimmy Elliott, allenatore di calcio e calciatore inglese (n. 1891)
- Riccardo Forster, poeta, giornalista e critico teatrale italiano (n. 1869)
- Ottone Gabelli, diplomatico e scrittore italiano (n. 1880)
- Otto Geleng, pittore tedesco (n. 1843)
- Alfredo Giannini, ispanista e traduttore italiano (n. 1865)
- William Isaac Hull, pacifista e storico statunitense (n. 1843)
- Hulusi Salih Pascià, politico ottomano (n. 1864)
- William Nott-Bower, poliziotto britannico (n. 1849)
- Periklīs Kakousīs, sollevatore, tiratore di fune e discobolo greco (n. 1879)
- Luigia Mandolini, attivista italiana (n. 1866)
- Tommaso Mauro, politico italiano (n. 1853)
- Maximilian Mayer, archeologo tedesco (n. 1856)
- Aleksander Małecki, schermidore polacco (n. 1907)
- Joseph Mendes da Costa, scultore olandese (n. 1863)
- Spyridōn Merkourīs, politico greco (n. 1856)
- Riccardo Nobili, pittore, scrittore e illustratore italiano (n. 1859)
- Arne Novák, scrittore ceco (n. 1880)
- Kidō Okamoto, scrittore giapponese (n. 1872)
- Raymond Orteig, imprenditore statunitense (n. 1870)
- Georges Pitoëff, attore e regista teatrale francese (n. 1884)
- Vittorio Reggianini, pittore italiano
- Giuseppe Renda, scultore italiano (n. 1859)
- Enrico Ruta, filosofo italiano (n. 1869)
- Augusto Scampini, tenore italiano (n. 1880)
- Gustavo Sforni, pittore, mecenate e collezionista d'arte italiano (n. 1888)
- Isidore Singer, editore e enciclopedista austriaco (n. 1829)
- Ambrogio Sironi, liutaio italiano (n. 1902)
- Harry Stamper, calciatore inglese (n. 1889)
- Nikolaos Triantaphyllakos, politico greco (n. 1855)
- Beatrice Vitoldi, attrice e diplomatica italiana (n. 1895)
- Gertrude Mary Woodward, illustratrice britannica (n. 1854)
- Giovanni Zannacchini, pittore italiano (n. 1884)
- Ernesto Zardini, combinatista nordico e saltatore con gli sci italiano (n. 1908)
- Fiorenzo Zavattaro, hockeista su pista italiano (n. 1908)
- Jenny Zillhardt, pittrice francese (n. 1857)